# Fernando Soto Martín
Fernando Soto Martín (Sevilla, 6 de desembre de 1938 - Sevilla, 9 de juliol de 2014) fou un sindicalista i polític espanyol.

## Biografia
Treballador de CASA, va participar en la fundació de Comissions Obreres en la província de Sevilla al costat d'altres destacats dirigents del sector metal·lúrgic com Eduardo Saborido Galán o Francisco Acosta. La seva activitat sindical va ser paral·lela a la seva militància política al Partit Comunista d'Espanya, del que va ser membre del Comitè Provincial, i posteriorment del Comitè Central i el Comitè Executiu. Va ser detingut per aquestes activitats en 1967, sent deportat en 1968 a Valdepeñas de Jaén.
Posteriorment va passar una temporada a París i Madrid dedicat a tasques organitzatives del partit, tornant a Sevilla com a responsable d'Andalusia. Al juny de 1972 va ser detingut al costat dels altres membres de la direcció estatal de CCOO, la qual cosa donaria lloc al Procés 1001. Abandonaria la presó després de l'indult concedit en 1975 pel recentment coronat com Rei d'Espanya, Joan Carles I.
A les eleccions generals de 1977 va ser escollit diputat per Sevilla, centrant la seva activitat parlamentària en l'establiment de la preautonomia andalusa. Reelegit en les eleccions generals de 1979, va abandonar el PCE el 1984.
Posteriorment va ingressar en el Partit Socialista Obrer Espanyol, exercint com a assessor de la presidència de la Junta d'Andalusia, i fou elegit diputat al Parlament d'Andalusia en 1986 i senador per designació autonòmica. A les eleccions generals espanyoles de 1989 i 1993 va ser de nou elegit diputat a Corts Espanyoles, aquesta vegada pel PSOE. En 1998 li va ser concedida la Medalla d'Andalusia per la seva trajectòria sindical.